# Raku

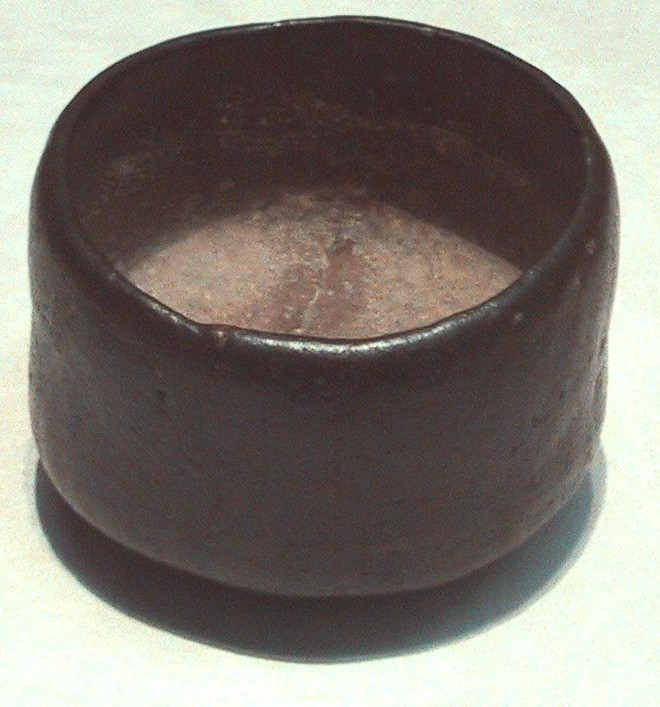
Svartglaserad raku-teskål från 1500-talets Japan avsedd för teceremonier, för det gröna teet matcha.

Raku (樂) eller rakuyaki (樂焼き) är en keramisk tillverkningsmetod, som har sitt ursprung i Japan. Dit kom enligt traditionen den förste raku-mästaren Chojirō (長次郎) med sin familj från Korea på 1500-talet, för att arbeta som taktegelläggare på shogunens slott. Hans första bevarade utsmyckning i form av ett glacerat lejon, tillverkades 1574 och hans första Rakuskål är daterad till 1579. Fram till denna tid hade hovets och adelns tekeramik bestått av dyrbart importerat porslin, t.ex. kinesiskt Mingporslin. Detta hade retat en av shogunen Oda Nobunagas temästare Sen no Rikyū. Rikju arbetade med planen att vem som helst i samhället skulle kunna njuta av en teceremoni. Han sökte därför efter enkla redskap som alla hade råd att äga. En enkel skål, ett rent tygstycke och bra vatten var allt som skulle behövas - Wabi.
På shogunen Toyotomi Hideyoshi's (1537-1598) borggård på slottet Juraku som han lät bygga i Kyoto 1586-1588 (Se Jurakudai Wikipedia) träffade Sen no Rikju Chojiro, när denne tillverkade takteglet. Det brändes på plats på borggården, där Chojiro och medhjälpare i familjen förutom ugnen även hade ett lager lera. Rikju bad honom göra en enkel teskål av leran och några dagar senare var den första, röda tegelskålen gjord, täckt av en tunn genomskinlig glasyr och takteglets sandiga yta. I filmen Shogun och Mästaren, kan man se hur Rikju introducerade den första skålen för Toyotomi Hideyoshi, under en av de telektioner denne hade med Rikju som lärare. Skålen accepterades.
Första tiden kallades denna typ av keramik Ima-yaki - modern avantgarde-keramik, därefter Juraku-yaki vilket förkortades till Raku-yaki dvs. Rakukeramik. Som belöning fick Chojiro av shogunen en stämpel i guld med tecknet för Raku, efter Juraku, namnet på shogunens slott. Från detta tillfälle blev Chojiros familjenamn Raku. Liknande rakustämplar kom därefter att användas av alla keramiker i Rakufamiljen, så även i dag. Nu 2014 leder Raku Kichizaemon XV rakutillverkningen och sedan mars 2012 har han även sin son Raku Atsundo med i arbetet.
Från den förste Rakumästaren Chojiro till större delen av Raku XIV Kakunyu's keramik präglades den av familjens konservativa former och glasyrer. Färgerna var återhållsamt naturligt tegelröda eller svartglaserade. Här bör betonas att den svarta färgen på rakugenerationernas föremål består av en glasyr gjord av krossad sten från Kamogavafloden. I USA svartglaserades ursprungligen inte Rakukeramiken när den infördes. Svart färg erhölls av den askyta (karbonisering) som den skröjbrända lerytan får om man stryper syretillförseln (reduktion - se nedan). Detta är inte en japansk rakumetod. I och med Raku Kakunyu XIV blev glasyrtekniken något djärvare. Hans son, Raku Kichizaemon XV, gör föremål som på 1990-talet formligen erupterade i en elegant vulkanisk glöd med svart, blå, gul och röd glasyr som väller över skålkanterna. Senare års produktion har återgått till stramt återhållsamma glasyrer.

## Rakuteknik

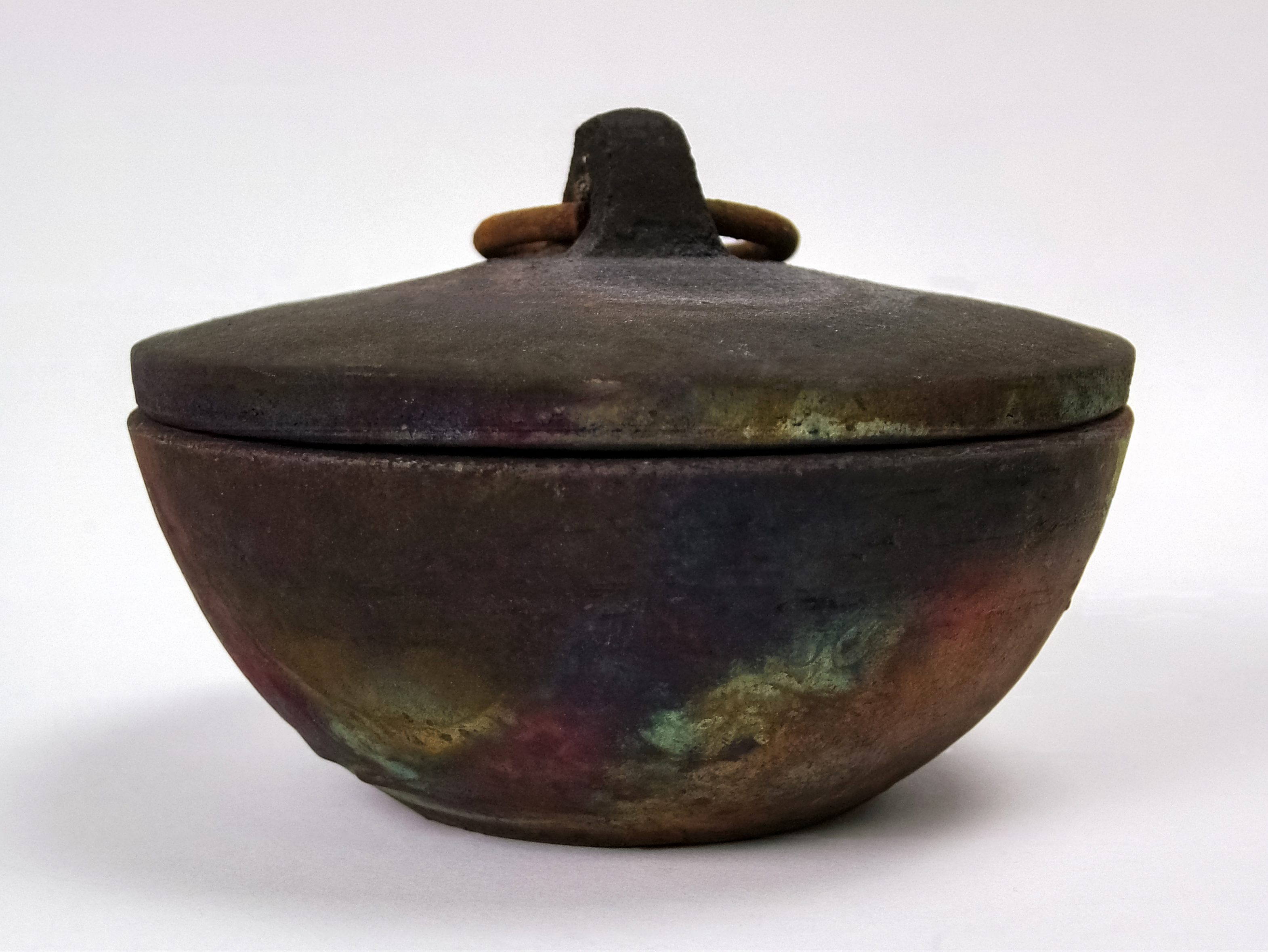
Raku skål av Dan Leonette i 'Copper Matte' teknik som baseras på kopparföreningar

Rakugods har än i dag ofta fått behålla drag av det orientaliska formspråket, även i Europa och USA. Många försöker även fortsatt odla den enkelhet och det opretentiösa stilideal som ursprungligen var en ofrånkomlig del av Raku.
I Europa och USA har Raku ofta blivit synonymt med reduktion, vilket består i att man sedan alstren tagits ut ur ugnen lägger dem i sågspån, tidningspapper, hö, halm, eller liknande material, vilket fattar eld av värmen. När elden kommit igång, och man uppnått tillräcklig rökutveckling stänger man in föremålet i en tunna försedd med lock eller liknande, vilket reducerar föremålets syretillförsel, (därav ordet reduktion) medan föremålet fortfarande är varmt, och glasyren (trög-)flytande. Reduktionen hindrar metallerna från att oxidera, därmed bildas ett annat färgspektrum. Reducerad koppar blir exempelvis rödaktig, medan den i oxiderat tillstånd blir grön. Kraftig reduktion får alstren att metallisera. Själva leran blir grå till svart vid reduktion. Därför blir krackeleringar i glasyren svarta, medan den lera som täckts av glasyren förblir vit, under en transparent ("genomskinlig") glasyr (om leran är vit från början). Således kan man få exempelvis turkosa, vita eller gula alster med krackelyrmönster på, eller metalliserande krukor som exploderar i regnbågens alla färger.

## Modern raku

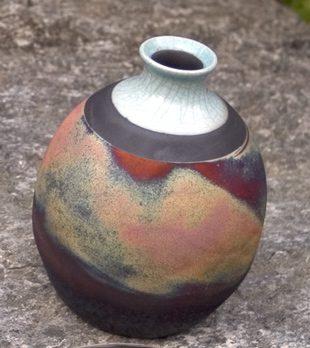

Rakutekniken nådde först Europa under mitten av 1900-talet. Inte minst genom den brittiske keramikern Bernard Leach, som studerat keramik i Japan. Sedan rakutekniken vunnit terräng i Europa, och USA har den emellertid utvecklats. Stora svarta krackeleringar, grälla färger, och ett metallaktigt skimmer räknas i dag som rakuns karaktäristika. Modern raku går typiskt till på så sätt att de i förväg brända keramiska alstren doppas i glasyr och ställs in i en ugn, som värms upp till omkring 900–1 000 grader Celsius. Alstren tas ut ur ugnen medan de fortfarande är rödglödande.